# Riccardo Malipiero
Riccardo Malipiero   (Milà, 24 de juliol de 1914 - Milà, 27 de novembre de 2003) Riccardo Malipiero Jr. va ser un compositor, pianista, crític i pedagog musical italià. Va ser guardonat amb la medalla d'or per la ciutat de Milà el 1977 i per la ciutat de Varese el 1984.

## Biografia
Malipiero era fill del violoncel·lista Riccardo Malipiero (1886–1975). Va estudiar piano i composició al Conservatori de Milà (el 1930), on es va graduar el 1932, i al Conservatori de Torí, on va obtenir el diploma el 1937. Va continuar estudis de composició amb el seu oncle Gian Francesco Malipiero a Venècia. De 1935 a 1947 va ser professor al Liceo Musicale "Vincenzo Appiani" de Monza.
Malipiero va ser actiu com a pianista, i també va escriure crítiques per Il popolo i Corriere lombardo, de 1945 a 1966. Va donar conferències als Estats Units el 1954, 1959 i 1969, i a Buenos Aires el 1963. Entre 1969 i 1984 va dirigir el Conservatori de Varese, on es va incorporar a la facultat de música el 1979.
Les primeres obres de Malipiero van ser compostes amb una atonalitat lliure. L'any 1945 va començar a utilitzar una tècnica de dotze tons en les seves composicions, convertint-se en un dels pioners d'aquesta tècnica a Itàlia. Va promoure la tècnica de dotze tons en articles que va col·laborar en publicacions periòdiques de música italiana, llibres i conferències. L'any 1949 va organitzar a Milà el Primer Congrés de música dodecanal al qual van assistir compositors tan importants com John Cage, Luigi Dallapiccola, Karl Amadeus Hartmann, René Leibowitz, Bruno Maderna i Camillo Togni. El 1969 va representar Itàlia al 7è Congrés de la UNESCO a Moscou.
Malipiero va morir a Milà el 2003 a l'edat de 89 anys.